# Schelfkyrkan
Schelfkyrkan, officiellt på tyska: Schelfkirche St. Nikolai, är en barock kyrkobyggnad i Schwerin, Tyskland. Kyrkan uppfördes i tegel från 1708 till 1712 och invigdes officiellt den 23 september 1713. 
I dag är den församlingskyrkan i Schelfstadens (stadsdelsområde i Schwerin) evangelisk-luthersk församling.